# 2504 Gaviola
2504 Gaviola (1967 JO) là một tiểu hành tinh vành đai chính được phát hiện ngày 6 tháng 5 năm 1967 bởi Carlos Ulrrico Cesco và Klemola, A. R. ở El Leoncito.